# کوستراوا
کوستراوا (به لهستانی:  Kustrawa) یک روستا در لهستان است که در گمینا کژشوو واقع شده‌است.
 کوستراوا  ۱۹۸ نفر جمعیت دارد.